# Rhynchospora torreyana
Rhynchospora torreyana är en halvgräsart som beskrevs av Asa Gray. Rhynchospora torreyana ingår i släktet småag, och familjen halvgräs. Inga underarter finns listade i Catalogue of Life.